# Who Shot Ya?
"Who Shot Ya?" é uma canção controversa lançada por Notorious B.I.G., no B-side do single "Big Poppa", em 1995. A música foi lançada no álbum póstumo Born Again, na edição remasterizada de Ready to Die e no Greatest Hits.
A canção contém a participação de Puff Daddy e é interpretada por muitos fãs de rap como uma diss para Tupac Shakur, sendo o marco alto da rivalidade entre a East Coast hip hop e a West Coast. Em resposta, 2Pac lançou a famosa "Hit' em Up" onde questiona a atitude de Biggie.